# Новокалузька сільська рада
Новокалу́зька сільська́ ра́да — адміністративно-територіальна одиниця та орган місцевого самоврядування в Великоолександрівському районі Херсонської області. Адміністративний центр — село Нова Калуга.

## Загальні відомості
- Територія ради: 2,019 км²
- Населення ради: 608 осіб (станом на 2001 рік)

## Населені пункти
Сільській раді підпорядковані населені пункти:
- с. Нова Калуга
- с. Веселе
- с. Нова Калуга Друга
- с. Червона Людмилівка

## Склад ради
Рада складається з 12 депутатів та голови.
- Голова ради:
- Секретар ради: Міщенкова Галина Андріївна

### Керівний склад попередніх скликань
| Прізвище, ім'я, по батькові | Основні відомості                                                                     | Дата обрання | Дата звільнення |
| --------------------------- | ------------------------------------------------------------------------------------- | ------------ | --------------- |
| Дубина Леонід Федорович     | Сільський голова, 1957 року народження, член Всеукраїнського об'єднання «Батьківщина» | 26.03.2006   | 31.10.2010      |

Примітка: таблиця складена за даними сайту Верховної Ради України

### Депутати
За результатами місцевих виборів 2010 року депутатами ради стали:

#### За суб'єктами висування
| Суб'єкт висування                                       | Кількість обраних депутатів | %    |
| ------------------------------------------------------- | --------------------------- | ---- |
| Політична партія Всеукраїнське об'єднання «Батьківщина» | 7                           | 58,3 |
| Партія регіонів                                         | 5                           | 41,7 |

#### За округами
| № округу                                                | Прізвище, ім'я, по батькові       | Дата визнання обраним | Освіта             | Партійна приналежність                        | Відомості про обраного депутата                                      |
| ------------------------------------------------------- | --------------------------------- | --------------------- | ------------------ | --------------------------------------------- | -------------------------------------------------------------------- |
| Партія регіонів                                         |                                   |                       |                    |                                               |                                                                      |
| 1                                                       | Волошина Олена Анатоліївна        | 03.11.2010            | середня спеціальна | член Партії регіонів                          | Новокалузька сільська рада, касир                                    |
| 3                                                       | Тицька Світлана Володимирівна     | 03.11.2010            | середня            | член Партії регіонів                          | Новокалузька загальноосвітня школа І-ІІІ ст., техпрацівник           |
| 4                                                       | Перетята Галина Ярославівна       | 03.11.2010            | середня спеціальна | член Партії регіонів                          | тимчасово не працює                                                  |
| 8                                                       | Матвейчук Олександр Олександрович | 03.11.2010            | середня            | позапартійний                                 | Новокалузька загальноосвітня школа І-ІІІ ст., кочегар                |
| 10                                                      | Волинець Наталія Олександрівна    | 03.11.2010            | середня спеціальна | член Партії регіонів                          | Новокалузька загальноосвітня школа І-ІІІ ст., вчитель                |
| Політична партія Всеукраїнське об'єднання «Батьківщина» |                                   |                       |                    |                                               |                                                                      |
| 2                                                       | Пономаренко Олена Іванівна        | 03.11.2010            | вища               | член Всеукраїнського об'єднання «Батьківщина» | приватний підприємець                                                |
| 5                                                       | Міщенкова Галина Андріївна        | 03.11.2010            | середня спеціальна | член Всеукраїнського об'єднання «Батьківщина» | Новокалузька сільська рада, секретар                                 |
| 6                                                       | Грабенко Людмила Іванівна         | 03.11.2010            | середня спеціальна | позапартійна                                  | Новокалузький фельдшерсько-акушерський пункт, молодша медична сестра |
| 7                                                       | Дубина Наталія Миколаївна         | 03.11.2010            | вища               | член Всеукраїнського об'єднання «Батьківщина» | Новокалузька загальноосвітня школа І-ІІІ ст., вчитель                |
| 9                                                       | Клименко Леонід Леонтійович       | 03.11.2010            | середня спеціальна | член Всеукраїнського об'єднання «Батьківщина» | Фермерське господарство «Мастер», керуючий                           |
| 11                                                      | Власенко Інна Йосипівна           | 03.11.2010            | середня            | позапартійна                                  | тимчасово не працює                                                  |
| 12                                                      | Міщенков Анатолій Миколайович     | 03.11.2010            | середня спеціальна | член Всеукраїнського об'єднання «Батьківщина» | Новокалузька сільська рада, спеціаліст                               |